# Lucius Eugene Polk
Lucius Eugene Polk (10 juillet 1833 – 1er décembre 1892) est un brigadier général dans l'armée des États confédérés pendant la guerre de Sécession. Il est un neveu de Leonidas Polk(p1546).

## Avant la guerre
Polk naît à Salisbury, en Caroline du Nord. Quand il a deux ans, la famille s'installe près de Columbia, dans le Tennessee. Polk va à l'université de Virginie en 1850-51, avant de s'installer à Helena, en Arkansas, où il est planteur,(p1546).

## Guerre de Sécession
En 1861, Polk s'enrôle dans les « Yell Rifles » en tant que simple soldat, sous les ordres de Patrick Cleburne(p1546), avec qui il sert sous ses ordres pendant la plus grande partie de la guerre. Il est promu second lieutenant en janvier 1862(p433).
Lors de la bataille de Shiloh, alors jeune second lieutenant Polk est blessé au visage. Il est promu colonel du 15th Arkansas Infantry après son retour de convalescence quelques semaines après Shiloh(p1546).
Il prend part avec efficacité à la bataille de Richmond les 29 et 30 août 1862 puis à celle de Perryville le 8 octobre 1862 au Kentucky(p1546). Il est blessé à la tête lors de la bataille de Richmond, et au pied et de nouveau à la tête à Perryville(p433).
Lorsque Cleburne est promu au commandement divisionnaire, Polk est nommé brigadier général à la date du 13 décembre 1862. Il commande alors la deuxième brigade de la première division de deuxième corps de l'armée du Tennessee jusqu'au 30 décembre 1862(p433). Il commande ensuite la première brigade de la deuxième division dans le même corps d'armée jusqu'au 1er avril 1863(p433).
Polk prend part aux combats de Stones de River où sa prestation est remarquée(p1546), de Chickamauga, de Chattanooga, et lors de la campagne d'Atlanta. Lors de la bataille de Chickmauga mène un charde sans soutien contre des ouvrages de l'Union(p1546). Il commande la quatrième brigade de la deuxième division du deuxième corps de l'armée du Tennessee d'avril 1863 à septembre 1863(p433). Il prend ensuite le commandement de la brigade éponyme de la division de Cleburne du deuxième corps de septembre 1863 à avril 1864(p433).Il participe à la bataille de Missionary Ridge le 25 novembre 1863 où sa brigade repousse plusieurs progressions unionistes(p1546). Deux jours plus tard lors de la bataille de Ringgold Gap, il prend part aux actions d'arrière garde(p1546).
Il commande suite la brigade de Polk de la division de Cleburne du premier corps de l'armée du Tennessee d'avril 1864 jusqu'au 27 juin 1864(p433).
En juin 1864, Polk est gravement blessé (la quatrième fois au cours de la guerre) à la bataille de Kennesaw Mountain et est démobilisé de l'armée.

## Après-guerre
Polk retourne à Columbia après sa blessure à Kennesaw.
Il est pardonné le 10 juin 1865(p433).
Il sert en tant que délégué à la convention nationale démocrate de 1884 à Chicago. En 1887, il est élu au Sénat du Tennessee.

## Mort et héritage
Polk reçoit des éloges du soldat confédéré Sam Watkins, qui écrit de lui dans son livre Co. Aytch : « Dans chaque bataille où il a été engagé, il a mené ses hommes à la victoire, ou tenu l'ennemi à distance, tandis que la poussée de la bataille était contre nous ; il a toujours semblé un général qui réussit, qui arracherait la victoire des mâchoires de la défaite. Dans chaque bataille, la brigade de Polk, de la division de Cleburne, faisant près du nom de Cleburne le Stonewall de l'Ouest. Polk a été à Cleburne ce que Murat ou la Vieille Garde était à Napoléon ».
Polk décède à Columbia, dans le Tennessee, et est enterré dans le cimetière de l'Église St. John à proximité d'Ashwood. Son fils Rufus King Polk est un membre du Congrès de Pennsylvanie.